# Joe E. Brown

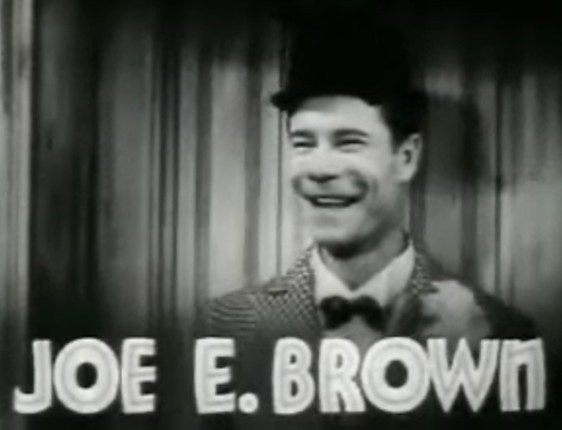
Tráiler de Bright Lights (El despertar de un payaso), película de 1935 protagonizada por Joe E. Brown.

Joseph Evans Brown (Holgate, Ohio; 28 de julio de 1892-Brentwood, California; 6 de julio de 1973), más conocido como Joe E. Brown, fue un actor y cómico estadounidense conocido por su personalidad amistosa y uno de los comediantes más famosos de los años 1930 y 1940.